# جیمسون توماس
جیمسون توماس (انگلیسی: Jameson Thomas؛ ۲۴ مارس ۱۸۸۸ – ۱۰ ژانویهٔ ۱۹۳۹) یک هنرپیشه اهل بریتانیا بود. وی بین سال‌های ۱۹۲۳ تا ۱۹۳۹ میلادی فعالیت می‌کرد.
از فیلم‌ها یا برنامه‌های تلویزیونی که وی در آن نقش داشته است می‌توان به یکصد مرد و یک زن، در یک شب اتفاق افتاد، تماس الزتری، همسر کشاورز اشاره کرد.